# Charles Bean

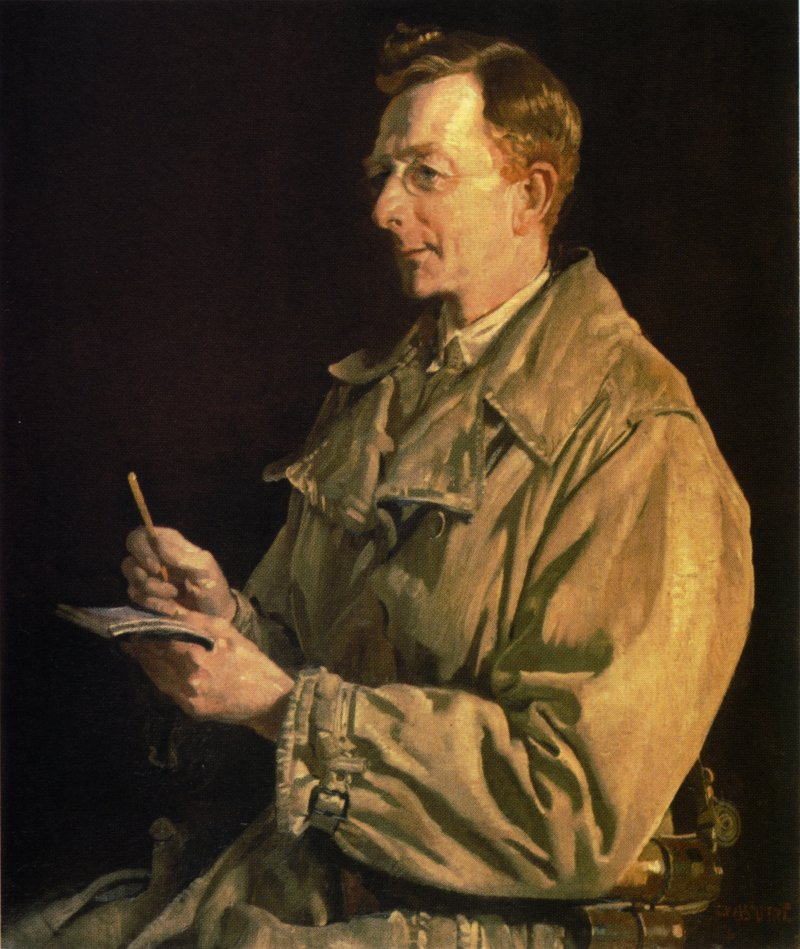
Charles Bean, Porträt von George Washington Lambert, 1924

Charles Edwin Woodrow Bean (* 18. November 1879 in Bathurst, New South Wales; † 30. August 1968 in Concord, New South Wales) war ein australischer Journalist und Historiker. Er war Australiens offizieller Kriegskorrespondent im Ersten Weltkrieg, gab später die Official History of Australia in the War of 1914–1918 heraus und war Ideengeber und Mitbegründer des Australian War Memorial. Er prägte wie kein anderer die Wahrnehmung der Australier über die Kriegsbeteiligung ihres Landes.

## Leben

### Frühe Jahre
Bean wurde als Sohn des Schulleiters des All Saints’ College in Bathurst, Edwin Bean, und dessen Frau Lucy Madeline, geborene Butler, geboren. Er verbrachte die meiste Zeit seiner Jugend in Großbritannien, wo er die Brentwood School in Essex, wo sein Vater lehrte und später das Clifton College sowie die Universität Oxford besuchte. Bei Aufenthalten in Brüssel in den Wintermonaten erlernte er die französische Sprache und das Zeichnen. In Clifton entwickelte er ein starkes Interesse an klassischer Literatur, die er auch in Oxford als Studienfach wählte (neben Jura). Er kehrte 1904 nach seinem M.A. nach Australien zurück und wurde an der New South Wales Bar als Anwalt zugelassen. Daneben schrieb er für Zeitungen wie den Sydney Morning Herald und war stellvertretender Schulleiter an der Sydney Grammar School. Sein Status eines Rückkehrers und Außenseiters prägte seinen Blick auf die australische Gesellschaft.
Bean entschied sich für eine journalistische Laufbahn und schloss sich 1908 der Redaktion des Herald an. Er wurde unter anderem Sonderkorrespondent an Bord der Powerful, dem Flaggschiff der Australia Station der Royal Navy, und berichtete aus dem Outback des ländlichen New South Wales. Um 1909 schrieb er bereits Leitartikel und erhielt Angebote von anderen Zeitungen, die er ausschlug. Von 1910 bis 1912 berichtete er aus London, wo er bei seinen Eltern lebte, unter anderem über den Bau der Kriegsschiffe Australia, Melbourne und Sydney.

### Kriegsreporter

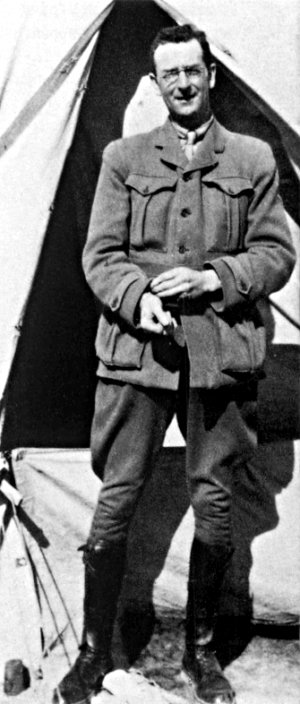
Bean in Ägypten, 1915

In der Julikrise 1914 schrieb Bean tägliche Kommentare über das Geschehen in Europa. Im September wurde er auf Anfrage des Kriegsministers George Pearce von der Australian Journalist Association als offizieller Kriegskorrespondent ausgewählt, wobei er sich knapp gegen Keith Murdoch durchsetzte. Mit dem Ehrenrang eines Hauptmann ausgestattet, stach Bean mit dem ersten Kontingent der Australian Imperial Force (AIF) nach Ägypten in See und nahm an der Landung in Anzac Cove am 25. April 1915 teil.
Obwohl er sich bei der Truppe zunächst einen schlechten Namen gemacht hatte, indem er während des Aufenthalts in Ägypten über deren mangelnde Disziplin geschrieben hatte, verdiente sich Bean auf Gallipoli ihren Respekt, wo er für eine Rettungsaktion von Verwundeten bei Krithia für ein Military Cross vorgeschlagen wurde. Als Zivilist war er nicht verleihungsberechtigt und wurde stattdessen mentioned in despatches („in Depeschen erwähnt“). Während der August-Offensive traf ihn eine Kugel in den Oberschenkel, verfehlte die Oberschenkelarterie nur knapp und wurde daher nicht herausoperiert. Bean blieb dennoch bis zur Evakuierung im Dezember auf der Halbinsel. Auf Gallipoli schrieb Bean die ersten seiner insgesamt 226 Notizhefte über die Kriegszeit, deren er sich später für seine Official History bediente.

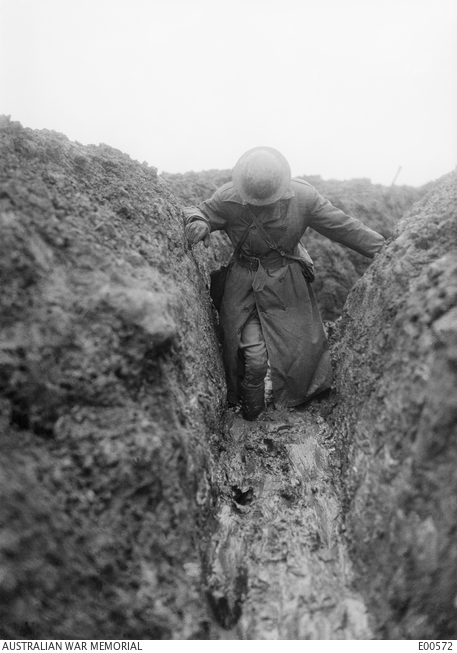
Bean in einem Graben an der Westfront, 1916

Im März 1916 wurde Bean nach Frankreich verschifft, von wo er über den Einsatz der Australier an der Westfront berichtete. Er stellte fest, dass die Truppen passionierte Sammler von Schlachtfeldartefakten waren, und kam dadurch auf die Idee, nach der Rückkehr ein Museum ins Leben zu rufen, wo diese ausgestellt werden könnten. An der Somme, wo auch die Australier einen hohen Blutzoll leisteten, begann sich Bean ernsthaft mit der Idee eines Erinnerungsortes zu beschäftigen. Er drängte auch die Kommandeure dazu, systematisch Aufzeichnungen und Akten zu sammeln, was zur Gründung der Australian War Records Section im Mai 1917 beitrug. Eher kontrovers war seine Kampagne (gemeinsam mit Keith Murdoch), den Aufstieg von John Monash zugunsten von Brudenell White zu behindern.

### Herausgeber derOfficial Historyund Gründer desAustralian War Memorial

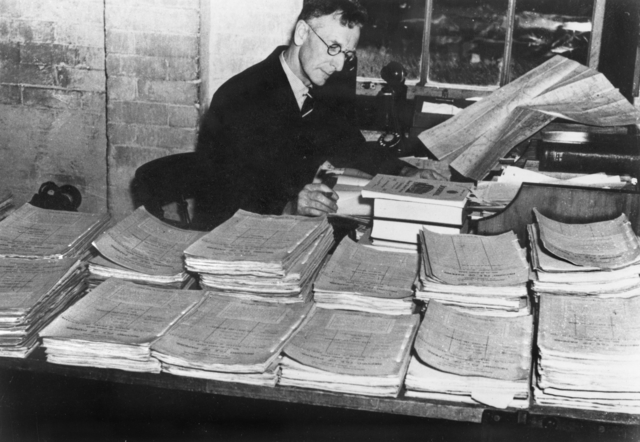
Bean bei den Arbeiten an der Official History, 1935

Nach dem Waffenstillstand kehrte Bean vorübergehend nach Gallipoli zurück, wo er die Australian Historical Mission führte, die Ausstellungsobjekte für das geplante Kriegsmuseum sicherstellen sollte. Er versuchte auch, osmanische Augenzeugenberichte zu beschaffen und berichtete über den Zustand der Kriegsgräber. Er kehrte im Mai 1919 nach Australien zurück und begann dort mit dem Verfassen der ersten Texte für die Official History. Er trat ferner mit seinem Projekt einer nationalen Erinnerungsstätte an die Regierung heran. Nachdem er grünes Licht erhalten hatte, zog Bean im selben Jahr nach Tuggeranong, einem Vorort von Canberra, um dort die Arbeit an der Official History aufzunehmen. 1921 heiratete er die Krankenschwester Ethel Clara Young, mit der er 1929 eine Tochter adoptierte. 1924, nach der Veröffentlichung der ersten beiden Bände, ging er wegen eines Nierenleidens nach England, wo eine Niere amputiert wurde. Er erhielt die Empfehlung, ein klimatisch günstigeres Umfeld zu wählen, und zog mit Ethel nach Lindfield bei Sydney um.
Bean schrieb sechs der zwölf Bände selbst, davon zwei über die Schlacht von Gallipoli und vier über die AIF in Frankreich und Belgien, und verbrachte damit zwanzig Jahre seines Lebens. Die anderen sechs Bände entstanden mit ihm als Herausgeber. Am Ende umfasste die Reihe fast vier Millionen Wörter. Detailreich und zugänglich geschrieben, handelt es sich um eine offizielle Darstellung, die jedermann ansprechen konnte und in der Bean die Gelegenheit fand, seine eigenen Betrachtungen über den australischen Nationalcharakter einfließen zu lassen.
In der Zwischenkriegszeit wurde Bean ein Unterstützer der League of Nations Union und vertraute bis zur Zerschlagung der Tschechoslowakei auf Neville Chamberlains Appeasementkurs. Am 21. März 1939 erschien ein Brief von ihm im Sydney Morning Herald, in dem er seinen früheren Überzeugungen diesbezüglich abschwor. Zuvor hatte Bean, der bis dahin solchem Gedankengut fernstand, vor allem aufgrund der Weltwirtschaftskrise ein Interesse an sozialistischen Ideen entwickelt.
Am 11. November 1941, kurz vor der Veröffentlichung des letzten Bandes, nahm Bean an der Eröffnung des Australian War Memorial in Canberra teil, dessen Beirat er ab 1952 selbst leitete. Als zurückgezogener und bescheidener Mensch lehnte er die Erhebung in den Ritterstand ab. Er akzeptierte aber die Verleihung einer Chesney Gold Medal des Royal United Services Institute sowie der Ehrendoktorwürden der University of Melbourne und der Australian National University. Sein Ansatz bei der Verfassung der Official History beeinflusste den Herausgeber der Serie über den Zweiten Weltkrieg, Gavin Long, in erheblichem Maß. Ab 1942 war Bean Vorsitzender des Commonwealth Archives Committee und war an der Schaffung dieses Archivs entscheidend beteiligt, das heute als National Archives of Australia besteht. Von 1947 bis 1958 arbeitete er für die Australian Broadcasting Commission. Ferner wirkte er als Migrationsbeamter und legte dabei seine frühere Skepsis gegenüber der Migration aus den asiatischen Ländern ab. 1956 zog die Familie in einen anderen Vorort Sydneys, Collaroy, um.

### Tod und Nachwirkung

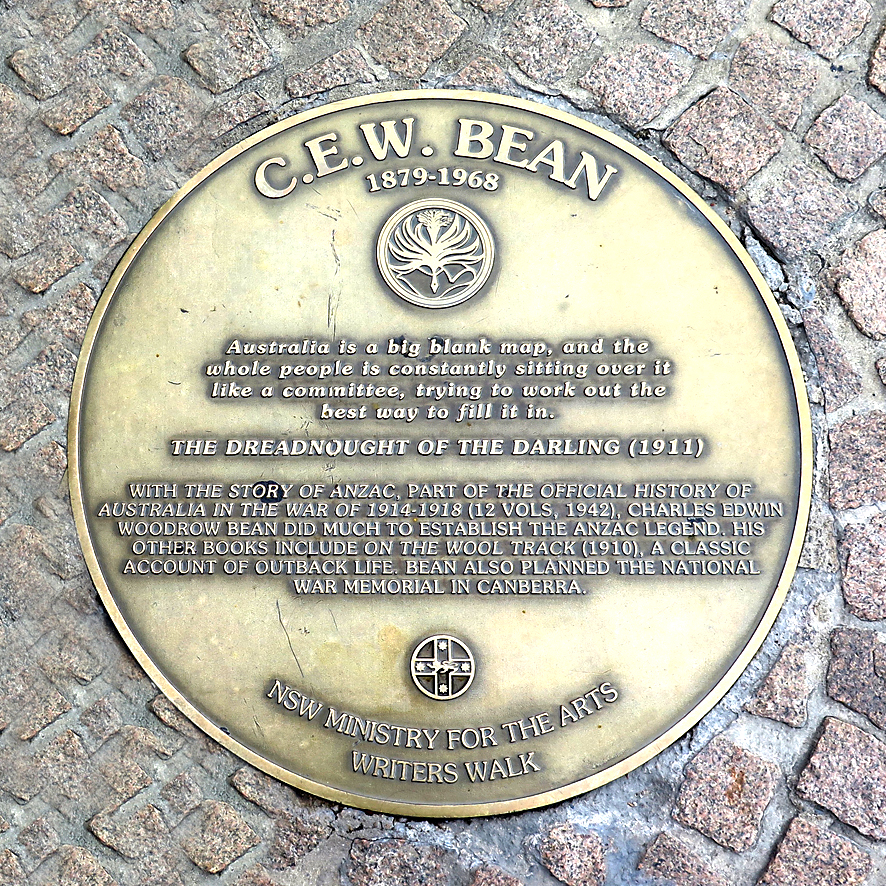
Plakette auf dem Sydney Writers Walk

Bean wurde 1964 ins Concord Repatriation Hospital in Sydney eingeliefert und verbrachte dort die letzten vier Jahre bis zu seinem Tod. Seine größte Hinterlassenschaft sind die Official History of Australia in the War of 1914–1918 sowie das jährlich von Hunderttausenden aus aller Welt besuchte Australian War Memorial.
Historiker sind sich weitgehend einig, dass Beans Vorstellung von aus der ländlichen Lebenswelt entstandenen Tugenden nicht adäquat erklärt, wie sich die AIF von einer unerfahrenen Truppe im Jahr 1914 zu einem effektiven Kampfverband transformieren konnte, der einen großen Anteil am Sieg über Deutschland 1918 hatte. Letztlich war Bean ein Vertreter imperialer und spätviktorianischer Wertevorstellungen, was aber seinen Einfluss auf nachfolgende Generationen von Historikern und die generelle Wahrnehmung des Weltkriegs in Australien nicht schmälert.

## Bean als Namensgeber (Auswahl)
- die Division of Bean, ein Wahlkreis im Australian Capital Territory (seit 2018)
- C. E. W. Bean Foundation
- C. E. W. Bean Building Research Centre im Australian War Memorial
- C. E. W. Bean Prize for Military History der Australian Army für Leistungen auf dem Gebiet der Militärgeschichtswissenschaft
- Charles Bean Sports Field in Lindfield, New South Wales

## Schriften
- With the flagship in the South. 1909.
- On the Wool Track. 1910.
- The Dreadnought of the Darling. 1911.
- Flagships Three. 1913.
- What to Know in Egypt: A Guide for Australian soldiers. 1915.
- The Anzac Book, Written and Illustrated by The Men of Anzac. (Hrsg.), 1916.
- Letters from France. 1917.
- In Your Hands, Australians. Cassell and Company, London 1918.
- Official History of Australia in the War of 1914–1918.

- Volume I – The Story of Anzac: the first phase. 1921.
- Volume II – The Story of Anzac: from 4 May 1915 to the evacuation. 1924.
- Volume III – The Australian Imperial Force in France: 1916. 1929.
- Volume IV – The Australian Imperial Force in France: 1917. 1933.
- Volume V – The Australian Imperial Force in France: December 1917 – May 1918. 1937.
- Volume VI – The Australian Imperial Force in France: May 1918 – the Armistice. 1942.

(weitere sechs Bände entstanden unter seiner Herausgeberschaft)
- War Aims of a Plain Australian. 1943.
- Anzac to Amiens. 1946.
- Australia's Federal Archives: John Curtin's Initiative. 1947.
- Here, My Son, An Account of the Independent and Other Corporate Boys' Schools of Australia. 1950.
- Gallipoli Mission. 1952 (awm.gov.au).
- Two Men I Knew, William Bridges and Brudenell White, Founders of the A.I.F.. 1957.
- A Bibliography of CEW Bean’s Major Works. Appendix X, to Be Substantially Great in Thy Self: Getting to Know C. E. W. Bean; Barrister, Judge's Associate, Moral Philosopher (2011).